# 今城尚子
今城 尚子（いまき ひさこ、天保10年10月23日（1839年11月28日） - 慶応3年7月24日（1867年8月23日））は、孝明天皇の典侍。父は権中納言甘露寺愛長。母は今城定成の娘忠子または綱子。兄弟は甘露寺勝長、杉浦謙、隅田穂並、竹園用長、堤功長、中川興長。また、従姉は同じく孝明天皇に仕える典侍である今城重子。

## 生涯
1854年（嘉永7年）に孝明天皇の後宮に近侍し、後に別当典侍となる。
孝明天皇の崩御後、薙髪し、蓮體院と号する。
1867年8月23日（慶応3年7月24日）死去。享年29。墓所は京都府京都市の三宝寺。